# Kanvas
 For alternative betydninger, se Kanvas (flertydig). (Se også artikler, som begynder med Kanvas)
Kanvas (eller kannevas) er tekstilt materiale, som ofte er fremstillet af hørgarn og vævet i lærredbinding.
Eftersom hør har en særdeles høj trækstyrke og lærredsvæv giver den bedste slidstyrke, får man i kanvas et slidstærkt og formstabilt tekstil. Man kan øge slidstyrken med iblanding af fibre, som er mere slidstærke end hør. Jute eller bomuld bruges også i kanvasser.

## Galleri
- Bagsiden af træramme
- Et af Polens største malerier på kanvas: Slaget ved Tannenberg af Jan Matejko (426 cm × 987 cm)
- Postsække i kanvas